# Кенія на літніх Олімпійських іграх 1984
Кенія на літніх Олімпійських іграх 1984 року в Лос-Анджелесі була представлена 61 спортсменом (56 чоловіками та 5 жінками) у 5 видах спорту: легка атлетика, бокс, хокей на траві, стрільба та важка атлетика. Прапороносцем на церемонії відкриття Олімпійських ігор був боксер Джеймс Омонді.
Країна вшосте брала участь у літніх Олімпійських іграх. Кенійські олімпійці здобули 3 медалі — одну золоту та дві бронзових. У неофіційному заліку Кенія зайняла 23 загальнокомандне місце.

## Медалісти
| Медаль | Спортсмен      | Вид спорту     | Дисципліна                     |
| ------ | -------------- | -------------- | ------------------------------ |
| Золото | Джуліус Корір  | Легка атлетика | 3000 м з перешкодами, чоловіки |
| Бронза | Майкл Мусьокі  | Легка атлетика | 10000 м, чоловіки              |
| Бронза | Ібрагім Білалі | Бокс           | до 51 кг, чоловіки             |

## Бокс
| Спортсмен         | Категорія  | Перший раунд                   | Другий раунд                  | Третій раунд               | Чвертьфінал                   | Півфінал                         | Фінал              | Місце |
| Спортсмен         | Категорія  | Суперник Результат             | Суперник Результат            | Суперник Результат         | Суперник Результат            | Суперник Результат               | Суперник Результат | Місце |
| ----------------- | ---------- | ------------------------------ | ----------------------------- | -------------------------- | ----------------------------- | -------------------------------- | ------------------ | ----- |
| Даніель Мвангі    | до 48 кг   | Bye                            | Санпол Санг-Ано (THA) W RSC-3 | Н/Д                        | Карлос Мотта (GUA) L 1:4      | не пройшов                       | не пройшов         | 9     |
| Ібрагім Білалі    | до 51 кг   | Патрік Мвамба (ZAM) W 3:2      | Альваро Меркадо (COL) W 4:1   | Н/Д                        | Лореано Рамірес (DOM) W 5:0   | Реджеп Реджеповський (YUG) L 0:5 | не пройшов         | 3     |
| Семмі Мвангі      | до 54 кг   | Bye                            | Роберт Шеннон (USA) L 0:5     | не пройшов                 | не пройшов                    | не пройшов                       | не пройшов         | 17    |
| Джон Ванджау      | до 57 кг   | Bye                            | Крістіан Кпакпо (GHA) W 5:0   | Раджабу Гуссен (TAN) W 4:1 | Мелдрік Тейлор (USA) L RSC-3  | не пройшов                       | не пройшов         | 5     |
| Патрік Ваверу     | до 60 кг   | Чон Чхіль Сон (KOR) L 2:3      | не пройшов                    | не пройшов                 | не пройшов                    | не пройшов                       | не пройшов         | 33    |
| Чарльз Овісо      | до 63.5 кг | Bye                            | Дхої Ампонмаха (THA) L 2:3    | не пройшов                 | не пройшов                    | не пройшов                       | не пройшов         | 17    |
| Стівен Окуму      | до 71 кг   | Bye                            | Род Дуглас (GBR) L 1:4        | не пройшов                 | не пройшов                    | не пройшов                       | не пройшов         | 17    |
| Августус Ога      | до 75 кг   | Педро ван Рамсдонк (NED) L 1:4 | не пройшов                    | не пройшов                 | не пройшов                    | не пройшов                       | не пройшов         | 17    |
| Сильвейнус Окелло | до 81 кг   | Ахмед Ель-Нагар (EGY) W RSC-3  | Майкл Нассоро (TAN) W 5:0     | Н/Д                        | Евандер Холіфілд (USA) L KO-1 | не пройшов                       | не пройшов         | 5     |
| Джеймс Омонді     | до 91 кг   | Анджело Музоне (ITA) L 0:5     | не пройшов                    | не пройшов                 | не пройшов                    | не пройшов                       | не пройшов         | 16    |

## Важка атлетика
| Спортсмен  | Категорія           | Ривок     | Ривок | Поштовх   | Поштовх | Разом     | Разом |
| Спортсмен  | Категорія           | Результат | Місце | Результат | Місце   | Результат | Місце |
| ---------- | ------------------- | --------- | ----- | --------- | ------- | --------- | ----- |
| Пій Очієнг | до 100 кг, чоловіки | 125       | 14    | 175       | 10      | 300       | 10    |

## Легка атлетика
Трекові та шосейні дисципліни
| Спортсмен                                                       | Дисципліна                     | Гіт       | Гіт   | Чвертьфінал | Чвертьфінал | Півфінал   | Півфінал   | Фінал      | Фінал      |
| Спортсмен                                                       | Дисципліна                     | Результат | Місце | Результат   | Місце       | Результат  | Місце      | Результат  | Місце      |
| --------------------------------------------------------------- | ------------------------------ | --------- | ----- | ----------- | ----------- | ---------- | ---------- | ---------- | ---------- |
| Альфред Ньямбане                                                | 200 м, чоловіки                | 21.35     | 4     | не пройшов  | не пройшов  | не пройшов | не пройшов | не пройшов | не пройшов |
| Девід Кітур                                                     | 400 м, чоловіки                | 46.25     | 2 Q   | 45.78       | 2 Q         | 45.62      | 7          | не пройшов | не пройшов |
| Джон Анзараг                                                    | 400 м, чоловіки                | 46.12     | 2 Q   | 45.67       | 5           | не пройшов | не пройшов | не пройшов | не пройшов |
| Джеймс Атуті                                                    | 400 м, чоловіки                | 47.04     | 5     | не пройшов  | не пройшов  | не пройшов | не пройшов | не пройшов | не пройшов |
| Біллі Кончелла                                                  | 800 м, чоловіки                | 1:46,27   | 1 Q   | 1:46.15     | 1 Q         | 1:45,67    | 2 Q        | 1:44.03    | 4          |
| Едвін Коеч                                                      | 800 м, чоловіки                | 1:47.11   | 1 Q   | 1:44,74     | 1 Q         | 1:44.12    | 2 Q        | 1:44,86    | 6          |
| Джума Ндіва                                                     | 800 м, чоловіки                | 1:46,73   | 1 Q   | 1:45,59     | 3 Q         | 1:48.06    | 7          | не пройшов | не пройшов |
| Джозеф Чесіре                                                   | 1500 м, чоловіки               | 3:38,51   | 1 Q   | Н/Д         | Н/Д         | 3:35,83    | 4 Q        | 3:34,52    | 4          |
| Йозефат Мурая                                                   | 1500 м, чоловіки               | 3:51.61   | 4     | Н/Д         | Н/Д         | не пройшов | не пройшов | не пройшов | не пройшов |
| Кіпкоеч Черуйот                                                 | 1500 м, чоловіки               | 3:41.96   | 5     | Н/Д         | Н/Д         | не пройшов | не пройшов | не пройшов | не пройшов |
| Пол Кіпкоеч                                                     | 5000 м, чоловіки               | 13:51.54  | 7 q   | Н/Д         | Н/Д         | 13:29.08   | 6 Q        | 13:14.40   | 5          |
| Чарльз Черуйот                                                  | 5000 м, чоловіки               | 13:45,99  | 1 Q   | Н/Д         | Н/Д         | 13:28,56   | 4 Q        | 13:18.41   | 6          |
| Вілсон Ваїгва                                                   | 5000 м, чоловіки               | 13:48.84  | 5 Q   | Н/Д         | Н/Д         | 13:38.59   | 1 Q        | 13:27.34   | 10         |
| Майкл Мусьокі                                                   | 10000 м, чоловіки              | 28:24,24  | 3 Q   | Н/Д         | Н/Д         | Н/Д        | Н/Д        | 28:06.46   | 3          |
| Состенес Біток                                                  | 10000 м, чоловіки              | 28:12.17  | 1 Q   | Н/Д         | Н/Д         | Н/Д        | Н/Д        | 28:09.01   | 6          |
| Джозеф Нзау                                                     | 10000 м, чоловіки              | 28:28.71  | 3 Q   | Н/Д         | Н/Д         | Н/Д        | Н/Д        | 28:32.57   | 14         |
| Джозеф Нзау                                                     | марафон, чоловіки              | Н/Д       | Н/Д   | Н/Д         | Н/Д         | Н/Д        | Н/Д        | 2'11:28    | 7          |
| Джозеф Отієно                                                   | марафон, чоловіки              | Н/Д       | Н/Д   | Н/Д         | Н/Д         | Н/Д        | Н/Д        | 2'24:13    | 49         |
| Кімургор Нгені                                                  | марафон, чоловіки              | Н/Д       | Н/Д   | Н/Д         | Н/Д         | Н/Д        | Н/Д        | 2'37:19    | 68         |
| Саймон Кітур                                                    | 400 м з бар'єрами, чоловіки    | 49,70     | 2 Q   | Н/Д         | Н/Д         | 49,80      | 5          | не пройшов | не пройшов |
| Мешак Муньоро                                                   | 400 м з бар'єрами, чоловіки    | 51.99     | 6     | Н/Д         | Н/Д         | не пройшов | не пройшов | не пройшов | не пройшов |
| Джуліус Корір                                                   | 3000 м з перешкодами, чоловіки | 8:29.08   | 1 Q   | Н/Д         | Н/Д         | 8:17.40    | 1 Q        | 8:11.80    | 1          |
| Джуліус Каріукі                                                 | 3000 м з перешкодами, чоловіки | 8:19.45   | 1 Q   | Н/Д         | Н/Д         | 8:21.07    | 6 Q        | 8:17.47    | 7          |
| Кіп Роно                                                        | 3000 м з перешкодами, чоловіки | 8:41.75   | 9     | Н/Д         | Н/Д         | не пройшов | не пройшов | не пройшов | не пройшов |
| Джон Анзараг Саймон Кітур Джейсон Опічо Елія Согомо Девід Кітур | естафета 4×400 м, чоловіки     | 3:06.07   | 2 Q   | Н/Д         | Н/Д         | 3:04.74    | 7          | не пройшли | не пройшли |
| Пій Муньясія                                                    | ходьба, 20 км, чоловіки        | Н/Д       | Н/Д   | Н/Д         | Н/Д         | Н/Д        | Н/Д        | 1:34:53    | 32         |
| Рут Ваїтера                                                     | 200 м, жінки                   | 23.42     | 4 Q   | 23.37       | 4 Q         | 23.45      | 8          | не пройшла | не пройшла |
| Рут Ваїтера                                                     | 400 м, жінки                   | 52.53     | 2 Q   | 52.21       | 4 Q         | 51.56      | 8          | не пройшла | не пройшла |
| Селіна Чірчір                                                   | 800 м, жінки                   | 2:07.17   | 5     | Н/Д         | Н/Д         | не пройшла | не пройшла | не пройшла | не пройшла |
| Джустіна Чепчірчір                                              | 1500 м, жінки                  | 4:21.97   | 10    | Н/Д         | Н/Д         | Н/Д        | Н/Д        | не пройшла | не пройшла |
| Геллен Кімайо                                                   | 3000 м, жінки                  | 8:57.21   | 7     | Н/Д         | Н/Д         | Н/Д        | Н/Д        | не пройшла | не пройшла |
| Мері Вагакі                                                     | марафон, жінки                 | Н/Д       | Н/Д   | Н/Д         | Н/Д         | Н/Д        | Н/Д        | 2:52:00    | 43         |

Польові дисципліни
| Спортсмен   | Дисципліна                  | Кваліфікація | Кваліфікація | Фінал      | Фінал      |
| Спортсмен   | Дисципліна                  | Результат    | Місце        | Результат  | Місце      |
| ----------- | --------------------------- | ------------ | ------------ | ---------- | ---------- |
| Моузес Кіяї | стрибки у довжину, чоловіки | 7.51         | 16           | не пройшов | не пройшов |
| Моузес Кіяї | потрійний стрибок, чоловіки | 15.90        | 20           | не пройшов | не пройшов |

## Стрільба
| Спортсмен         | Дисципліна               | Фінал     | Фінал |
| Спортсмен         | Дисципліна               | Результат | Місце |
| ----------------- | ------------------------ | --------- | ----- |
| Шуаїб Адам        | пістолет, 50 м, чоловіки | 539       | 31    |
| Майкл Карр-Гартлі | трап                     | 168       | 54    |

## Хокей на траві

### Змагання серед чоловіків
Груповий турнір
Група B
| Поз | Команда         | І | В | Н | П | ГЗ | ГП | РГ  | О | Кваліфікація           |
| --- | --------------- | - | - | - | - | -- | -- | --- | - | ---------------------- |
| 1   | Велика Британія | 5 | 4 | 1 | 0 | 10 | 5  | +5  | 9 | Півфінали              |
| 2   | Пакистан        | 5 | 2 | 3 | 0 | 16 | 7  | +9  | 7 | Півфінали              |
| 3   | Нідерланди      | 5 | 3 | 1 | 1 | 16 | 9  | +7  | 7 | Змагання за 5-8 місця  |
| 4   | Нова Зеландія   | 5 | 1 | 2 | 2 | 10 | 10 | 0   | 4 | Змагання за 5-8 місця  |
| 5   | Кенія           | 5 | 1 | 0 | 4 | 5  | 14 | −9  | 2 | Змагання за 9-12 місця |
| 6   | Канада          | 5 | 0 | 1 | 4 | 7  | 19 | −12 | 1 | Змагання за 9-12 місця |

| 30 липня 1984 17:15 |        |                   |                                                        |
| Велика Британія     | 2–1    | Кенія             | Судді: Джек Мар'янович (AUS) Александер Штельтер (FRG) |
| Шон Керлі 13', 63'  | Report | Лукас Алубага 33' | Судді: Джек Мар'янович (AUS) Александер Штельтер (FRG) |

| 1 серпня 1984 13:45 |        |                                                        |                                                     |
| Кенія               | 0–3    | Пакистан                                               | Судді: Луї-Мішель Гілле (FRA) Річард Кентвелл (USA) |
|                     | Report | Ганіф Хан 16' · Манзур Гуссейн 30' · Гассан Сардар 32' | Судді: Луї-Мішель Гілле (FRA) Річард Кентвелл (USA) |

| 3 серпня 1984 09:45   |        |                                                  |                                                        |
| Канада                | 2–3    | Кенія                                            | Судді: Джек Мар'янович (AUS) Александер Штельтер (FRG) |
| Росс Рутледж 32', 40' | Report | Парміндер Сінгх Сайні 21', 43' · Кріс Отамбо 59' | Судді: Джек Мар'янович (AUS) Александер Штельтер (FRG) |

| 5 серпня 1984 08:00  |        |                                                                            |                                               |
| Кенія                | 1–4    | Нова Зеландія                                                              | Судді: Річард Кентвелл (USA) Обайдуллах (IND) |
| Крістофер Отамбо 49' | Report | Пітер Міскіммін 14' · Артур Паркін 58' · Пітер Даджі 62' · Лорі Галлен 69' | Судді: Річард Кентвелл (USA) Обайдуллах (IND) |

| 7 серпня 1984 17:15                                    |        |       |                                           |
| Нідерланди                                             | 3–0    | Кенія | Судді: Іво Сакаїда (JPN) Обайдуллах (IND) |
| Тео Доєр 44' · Кіс Ян Діпевен 67' · Роге вант Гек 70+' | Report |       | Судді: Іво Сакаїда (JPN) Обайдуллах (IND) |

Змагання за 9-12 місце
|  | Cross-overs      | Cross-overs              |   |                     | за 9-10 місце       | за 9-10 місце |  |
|  |                  |                          |   |                     |                     |               |  |
|  | 8 серпня         |                          |   |                     |                     |               |  |
|  | Малайзія         | 0                        |   |                     |                     |               |  |
|  | Канада           | 1                        |   |                     |                     |               |  |
|  |                  |                          |   |                     |                     |               |  |
|  |                  |                          |   |                     | 10 серпня           |               |  |
|  |                  |                          |   |                     | Канада              | 0             |  |
|  |                  | Кенія (у додатковий час) | 1 |                     |                     |               |  |
|  |                  |                          |   |                     |                     |               |  |
|  |                  |                          |   |                     |                     |               |  |
|  |                  |                          |   |                     | Матч за третє місце |               |  |
|  | 8 серпня         | 8 серпня                 |   | 10 серпня           | 10 серпня           |               |  |
|  | США              | 1 (2)                    |   | Малайзія (пенальті) | 3 (9)               |               |  |
|  | Кенія (пенальті) | 1 (4)                    |   |                     | США                 | 3 (8)         |  |

за 9-12 місце
| 8 серпня 1984 21:00        |          |                                                                                          |                                             |
| США                        | 1–1 (ДЧ) | Кенія                                                                                    | Судді: Кей О'Коннор (CAN) Аєн Фолкнер (NZL) |
| Гарі Ньютон 99'            | Report   | Парміндер Сінгх Сайні 87'                                                                | Судді: Кей О'Коннор (CAN) Аєн Фолкнер (NZL) |
| Пенальті                   |          |                                                                                          | Судді: Кей О'Коннор (CAN) Аєн Фолкнер (NZL) |
| Гарі Ньютон · Ікбал Манзар | 2–4      | Сарабджит Сінгх Сегмі · Парміндер Сінгх Сайні · Барджиндер Давед · Манджіт Сінгх Панесар | Судді: Кей О'Коннор (CAN) Аєн Фолкнер (NZL) |

за 9-10 місце
| 10 серпня 1984 13:15 |          |                   |                                             |
| Канада               | 0–1 (ДЧ) | Кенія             | Судді: Обайдуллах (IND) Шамсуз Замман (PAK) |
|                      | Report   | Лукас Алубага 93' | Судді: Обайдуллах (IND) Шамсуз Замман (PAK) |